# Daniel Myrick
Daniel Myrick (Sarasota, 3 settembre 1963) è un regista, sceneggiatore, produttore cinematografico e montatore statunitense.
Soprattutto è noto per aver scritto e co-diretto l'horror psicologico The Blair Witch Project con Eduardo Sánchez, per il quale vinsero l'Independent Spirit John Cassavetes Award.

## Vita e carriera
Myrick nacque a Sarasota, in Florida e si diplomò alla University of Central Florida School of Film nel 1994.
Assieme a Eduardo Sánchez e Gregg Hale in una trilogia di cortometraggi, si supportò lavorando come montatore e direttore della fotografia in numerosi video musicali e spot pubblicitari in Florida. Dopo aver scritto e diretto il promo del Florida Film Festival nel 1997, il lavoro di Myrick attirò l'attenzione del guru del cinema indipendente  John Pierson, contribuendo a preparare il terreno per l'eventuale 1999 debutto del suo primo lungometraggio con Sanchez come co-sceneggiatori e registi.
Nel 2006 co-fondò Raw Feed, una divisione della Warner Home Video che produce film straight-to-DVD, con John Shiban e Tony Krantz, produttori esecutivi rispettivamente di The X-Files e 24.

## Filmografia

### Film
Cinema
- The Blair Witch Project - Il mistero della strega di Blair (1999)
- Believers (2007)
- Solstice (2008)
- The Objective (2008)

Televisione
- Under the Bed (2017)

### Cortometraggi
- Curse of the Blair Witch (1999)
- Sticks and Stones: Investigating the Blair Witch (1999)

### Webserie
- The Strand (2006)

### Episodi televisivi
- Split Screen (1997-2000)